# امو پلینز (نیو ساوت ولز)
امو پلینز (به انگلیسی: Emu Plains) یک شهرک در استرالیا است که در نیو ساوت ولز واقع شده‌است.